# Пропотевание
Пропотевание — процесс «просачивания» плазмы крови сквозь стенки сосудов, наблюдаемое при повышении проницаемости последних. Предпосылки для этого повышения создаются при расширении просвета сосудов. Как правило, это явление обусловливает отёк — пропотевшая плазма вызывает набухание тканей и даже может прозрачной жидкостью выступить на поверхности кожи. Расширение сосудов может быть как реакцией организма, так и создаваться препаратами. Кроме того, некоторые препараты повышают саму проницаемость стенок, не вызывая особого расширения сосудов. При пропотевании просачивается только жидкая часть крови — плазма, а кровяные тельца не проходят сквозь стенку сосуда. Но при очень сильном увеличении проницаемости или при высоком давлении крови на стенку сосуда через последнюю могут просочиться и кровяные тельца, что происходит, например, при геморрагическом инсульте. Разные сосуды обладают неодинаковой проницаемостью: наибольшая проницаемость у лёгочных капилляров, наименьшая — у артерий, например, аорты. Чем тоньше стенка, тем выше проницаемость сосуда.